# Euphalerus certus
Euphalerus certus är en insektsart som beskrevs av Leonard D. Tuthill 1947. Euphalerus certus ingår i släktet Euphalerus och familjen rundbladloppor.
Artens utbredningsområde är Costa Rica. Inga underarter finns listade i Catalogue of Life.